# Dipartimento di La Paz (Entre Ríos)
La Paz è un dipartimento argentino, situato nella parte nord-occidentale della provincia di Entre Ríos, con capoluogo La Paz. Esso è stato istituito il 13 aprile 1849.

## Geografia fisica
Esso confina con le province di Corrientes e Santa Fe, e con i dipartimenti di San José de Feliciano, Federal, Villaguay e Paraná.

## Società

### Evoluzione demografica
Secondo il censimento del 2001, su un territorio di 6.500 km², la popolazione ammontava a 66.158 abitanti, con un aumento demografico del 6,89% rispetto al censimento del 1991.

## Amministrazione
Nel 2001 il dipartimento comprendeva:
- 6 comuni (municipios in spagnolo):
  - Bovril
  - La Paz
  - Santa Elena
  - Piedras Blancas
  - San Gustavo
  - Alcaraz
- 19 centri rurali (centros rurales de población in spagnolo):
  - El Solar
  - Alcaraz Norte
  - Alcaraz Sur
  - Colonia Avigdor
  - Ombú
  - Yeso Oeste
  - Colonia Carrasco
  - Colonia Oficial N° 3 y 14
  - La Providencia
  - Puerto Algarrobo
  - San Ramírez
  - Sir Leonard
  - Yacaré
  - Colonia Oficial N° 13
  - Colonia Viraró
  - El Quebracho
  - Estaquitas
  - Las Toscas
  - Picada Berón

Nel dicembre 2002 è stato creato il centro rurale di Saucesito.